# Grad družine Pio
Palača Pio di Carpi oziroma grad družine Pio je raznovrstno zaporedje stavb iz različnih obdobij, ki se raztezajo čez Trg mučenikov in trg kralja Astolfa v srednjeveškem središču mesta Carpi v pokrajini Modeni v deželi Emilija - Romanja.

## Zgodovina
Kompleks, nekoč obkrožen z jarki, je sestavljen iz več zgradb, zgrajenih med 11. in 17. stoletjem. Družina Pio ga je uporabljala od 14. do 16. stoletja . Med najenotnejšimi stavbami so stolp Uccelliera, stolp Passerina Bonacolsija, osrednja fasada, škofovske sobe, stolp z uro, španski stolp (ali Galassov stolp), staro in novo obzidje. Delo je pospešil Alberto III. Pio, ki je v 16. stoletju preoblikoval srednjeveško trdnjavo v renesančno rezidenco.
V stoletjih po padcu družine so kompleks uporabljali za različne namene. Zdaj je sedež občinskih arhivov Carpija, muzejev (Muzej palače, Mestni muzej in Spominski muzej političnih in rasnih izgnancev) in Grad zaročencev, občasno so v njem umetniške razstave.

## Opis
Dolga fasada, obrnjena na trg, ima renesančno podobo z ostanki fresk Giovannija del Sege (1506) v zgornjem nadstropju, kjer so ločena okna in niše s pilastri. V središču stoji stolp z uro iz 17. stoletja, ki nejasno spominja na Grad Estense v Ferrari, medtem ko je na severu valjast bastijon  stolp Uccelliera, ki sega v leto 1480; v bližini je še stolp Passerina Bonacolsija, najstarejši (1320). Na drugem koncu je stolp Galassa Pia, ki je bil zgrajen leta 1450. Okrašen je s terakoto in fialami.
Dostop v kompleks je iz veže pod stolpom z uro na veliko osrednje dvorišče, ki se zgleduje po Bramanteju: arkade na štirih straneh z okroglimi loki na marmornih stebrih z zanimivimi kapiteli, še posebej na levi strani od vstopa. Okras iz gline je bil obnovljen leta 1874. Na desno vodi do monumentalnih stopnic dvojni klanec s priključkom do galerijske kupole.

## Muzeji
V gradu so različni muzeji z več oddelki: narodni muzej Giulia Ferrarija, mestni muzej, razstava lesorezov  Uga da Carpija, poklonitev blagovne znamke Blumarine Anni Molinari ter drugi izobraževalni in zgodovinski oddelki.

### Veličastno stanovanje
Piano nobile, prvo nadstropje, je neprekinjena loža (zdaj zaprta z okni), ki se zgleduje po Rafaelovih ložah. Ni mogoče izključiti posega arhitekta Baldassarreja Peruzzija. Od tu se pride do veličastnega stanovanja v severovzhodnem krilu. Najprej je Mavrska dvorana (Salone dei Mori), ki se zgleduje po dvoranah družine Este v palači Schifanoia. Okrašena je s perspektivami, antičnimi kipi in alegorijami (nečitljivimi) Giovannija del Sege (1506). Na desni strani se odpre kapela, ki jo sestavljata ladja in kvadratni prezbiterij s kupolo na pendentivu (restavrirana leta 1921). Stene so prekrite s freskami iz zgodnjega 15. stoletja Bernardina Loschija (Zgodbe Marije, Alberto Pio in družina). Na oltarju je bilo Marijino oznanjenje Vincenza Catene, zdaj v drugi muzejski dvorani. Štirje tondi Andrea della Robbia so poslikani v barvni terakoti, na stenah so prikazani evangelisti. Tla niso izvirna.
V Sobi peči (stanza del Forno) so kamin iz 14. stoletja in ohranjene freske iz 16. stoletja. Sledijo Okrašena soba (stanza Ornata) s perspektivami Bernardina Loschija in Soba zmagoslavja (stanza dei Trionfi) z ostanki fresk, za katere je isti umetnik dobil navdih v Petrarcovem Triumfu in je bila zelo priljubljena tema na renesančnih dvorih. Nekoč je bilo to najpomembnejše središče galerije slik, danes pa imajo  prednost obnovljene freske. Ljubezenska soba (Stanza dell'Amore) ima kamin iz 15. stoletja in je okrašena s slikami in štukom; freske so iz 15.—16. stoletja.
Zanimivi sta Dvorana jelenov (Sala dei cervi, freske iz 16. stoletja) in Soba grbov (stanza degli Stemmi, freske iz 16. stoletja).
Med slikami v zbirki so Prognetovo maščevanje, Mattia Preti, Alegorija zla in kreposti, Jacopo Palma mlajši, Oznanjenje, Scarsellino, Kristusov krst, Denijs Calvaert (mojster Guido Reni) in dela Giovannija del Sege, Bernardina Loschija, Mastelletta, Vincenza Catene in mnogih drugih slikarjev emilijske šole. Prav tako hrani renesančno keramiko iz emilijske šole in zgodovinsko pohištvo.

### Muzej lesorezov
Nekatere sobe v prvem nadstropju so od leta 1936 urejene kot italijanski muzej lesorezov, posvečen Ugu da Carpiju ter italijanskim in tujim mojstrom. V sobah so razstavni predmeti izvirnih tiskarskih del, matrik in stiskalnice iz 19. stoletja.

### Mestni muzej
V drugem nadstropju, ki je bilo pred kratkim reorganizirano, je Mestni muzej. Razstava prikazuje predmete iz arheološkega oddelka s prazgodovinskimi, etruščanskimi, keltskimi, rimskimi in srednjeveškimi predmeti. Sledi sodoben del s posebnim poudarkom na gospodarjih mesta (Pio da Carpi in nato člani družine Estensi), en del je posvečen francoskemu bronu 19. stoletja, eden izdelavi načrtov za alabastni mavec (scaglioli, tehnika za izdelavo štukature stebrov, kipov in drugih arhitekturnih elementov, ki so podobni vložkom iz marmorja in poldragih kamnov) med 17. in 18. stoletjem, eden risorgimentu, eden kmečkemu svetu ter eden industrijskemu in sodobnemu Carpiju s posebnim poudarkom na tekstilni industriji in odličnosti območja, ki jo predstavljajo stvaritve Anne Molinari za Blumarine.

### Drugo
Na drugem dvorišču je spominski muzej o političnih in rasnih izgnancih, ki ga je leta 1973 ustanovil Ludovico Belgioioso. Sledi zgodbi koncentracijskega taborišča Fossoli med drugo svetovno vojno, edinega te vrste v Italiji, ki je blizu Carpija. Tukaj so zbirali ljudi, ki so čakali, da odidejo v taborišča v Nemčiji, nanje spominja 16 velikih betonskih stel z imeni nacističnih taborišč.
Z dvorišča je dostopna tudi Mestna knjižnica, ki se lahko pohvali s 30.000 knjigami in redko zbirko starodavnih in neokrnjenih del iz knjižnice frančiškanov.